# Cúmulo abierto M39
Coordenadas:  21h 31m 42s, −48° 25′ 00″

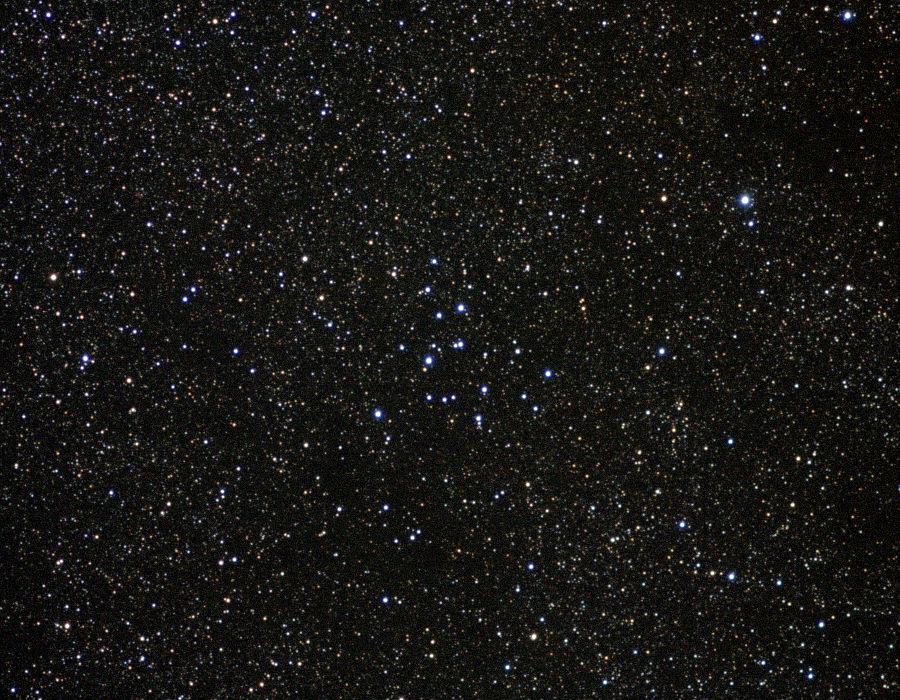
Cúmulo abierto Messier 39. Origen: NOAO.

Messier 39 (también conocido como M39 o NGC 7092) es un cúmulo abierto en la constelación Cygnus. Fue descubierto por Charles Messier en 1764. El Messier 39 está a una distancia de unos 800 años luz desde la Tierra.
Está situado en ascensión recta 21 horas, 32'2 minutos y declinación +48 grados 26'. 